# NGC 5649
NGC 5649 est une galaxie spirale située dans la constellation du Bouvier. Sa vitesse par rapport au fond diffus cosmologique est de 5 377 ± 15 km/s, ce qui correspond à une distance de Hubble de 79,3 ± 5,6 Mpc (∼259 millions d'al). NGC 5649 a été découverte par l'astronome britannique John Herschel en 1831. Cette galaxie a aussi été observée par l'astronome français Guillaume Bigourdan le 23 mai 1887 et elle a été inscrite au New General Catalogue sous la cote NGC 5648. Par ailleurs, certains soutiennent, à tort semble-t-il, qu'elle a été découverte par William Herschel le 19 mars 1787.
NGC 5649 présente une large raie HI. La base de données NASA/IPAC indique aussi qu'il s'agit possiblement d'une galaxie du champ, c'est-à-dire qu'elle n'appartient pas à un amas ou un groupe, ce qui est sans doute erroné car elle fait partie d'un trio de galaxies
Les bases de données Simbad, qui contient par ailleurs plusieurs erreurs d'identification, et HyperLeda associent respectivement les galaxies NGC 5648 et NGC 5649 aux galaxies PGC 51840 et PGC 51857. NGC 5648 et NGC 5649 sont considérés comme doublon et il s'agit de la galaxie PGC 51840,,. Quant à la galaxie PGC 51857, il s'agit de NGC 5655.
À ce jour, une mesure non basée sur le décalage vers le rouge (redshift) donne une distance d'environ 60,000 Mpc (∼196 millions d'al). Cette valeur est à l'extérieur des valeurs de la distance de Hubble. Notons que c'est avec la valeur moyenne des mesures indépendantes, lorsqu'elles existent, que la base de données NASA/IPAC calcule le diamètre d'une galaxie et qu'en conséquence le diamètre de NGC 5649 pourrait être d'environ 27,7 kpc (∼90 300 al) si on utilisait la distance de Hubble pour le calculer. 

## Groupe de NGC 5655
NGC 5649 fait partie du groupe de NGC 5655, un trio de galaxies. L'autre galaxie du trio est UGC 9288. Ce trio est mentionné par A. M. Garcia et par Abraham Mahtessian, mais la liste de Garcia les mêmes erreurs d'identification que les bases de données Simbad et HyperLeda. La galaxie PGC 51857 y est identifié à NGC 5649 et PGC 51840 est identifié à NGC 5648. Mahtessian ne donne pas de correspondance avec d'autres catalogues, mais il est logique de penser que les mêmes erreurs sont répétées. De plus, il emploie une malheureuse abréviation non conventionnelle qui rend difficile, voire impossible, l’identification des galaxies. La galaxie PGC 9288 y est désignée comme 1426+1405 alors qu'il s'agit de CGCG 1426.6+1405.